# Рейфман, Павел Семёнович
Па́вел Семёнович Рейфман (29 января 1923, Умань, Киевская губерния, Украинская ССР — 15 января 2012, Тарту, Эстония) — советский и эстонский литературовед доктор филологических наук, профессор кафедры русской литературы Тартуского университета.

## Биография
П. С. Рейфман родился 29 января 1923 года на Украине, в городе Умани. В 1940 году окончил среднюю школу с отличием в Ленинграде и поступил на филологический факультет Ленинградского университета. Летом 1941 году ушёл добровольцем в народное ополчение. Провёл на фронте всю войну и был демобилизован только в 1945 году. Был награжден орденом Отечественной войны 2-й степени, медалью «За боевые заслуги» и медалью «За оборону Ленинграда», выданной после прорыва блокады в 1943 г. В 1949 году П. С. Рейфман с отличием окончил университет.

## Научная деятельность
В 1953 году защитил в Ленинграде кандидатскую диссертацию «„Отечественные записки“ 1840-х годов (период участия в журнале Белинского)». С 1963 года — доцент кафедры русской литературы Тартуского университета. В 1973 году, после защиты докторской диссертации, П. С. Рейфман становится профессором. В 1993 году был избран почётным профессором (профессором-эмеритусом). Рейфман является автором четырёх книг и многих десятков статей , которые снискали ему известность среди славистов, занимающихся историей русской литературы середины и второй половины XIX века, а также историей русской журналистики и критики.
Основные области научных интересов: история русской литературы второй половины XIX века, история русской литературной критики, история русской журналистики, общественно-литературное движение в России 1860-х гг.
Преподаваемые курсы: история русской литературы второй половины XIX века, история русской и советской журналистики, история русской критики, история русской и советской цензуры.

## Семья
- Жена — Лариса Ильинична Вольперт, доктор филологических наук, почётный профессор Тартуского университета, пушкинистка, исследователь русско-французских литературных связей, международный гроссмейстер по шахматам.
  - Невестка — Ирина Владимировна Рейфман, профессор Колумбийского университета.

## Труды
1. «Отечественные записки» 1840-х гг. (Период участия в журнале В. Г. Белинского) : Автореферат диссертации на соиск. учен. степ. канд. филол. наук / Ленингр. гос. ун-т. – Л., 1953. – 16 с.
2. «Отечественные записки» 1840-х гг. (Период участия в журнале В. Г. Белинского) : Диссертация на соиск. учен. степ. канд. филол. наук. – Л., 1953.
3. Демократическая газета «Современное слово». – Тарту, 1962. – 115 с. (Учен. зап. Тартуского гос. университета. Вып. 121.)
4. М. Е. Салтыков-Щедрин, 15. I. 1826 — 28. IV. 1889: (Творческий путь) / Тарту гос. ун-т. – Тарту, 1967. – 141 с.
5. Отражение общественно-литературной борьбы на страницах русской периодики 1860-х годов : Диссертация на соиск. учен. степ. д-ра филол. наук / Тартуский гос, ун-т. – Тарту, 1971. – Т. 1–3. – 1593 с.
6. Отражение общественно-литературной борьбы на страницах русской периодики 1860-х годов : Автореферат диссертации на соиск. учен. степ. д-ра филол. наук / Тартуский гос, ун-т. – Тарту, 1972. – 47 с.
7. М. Е. Салтыков-Щедрин, 15. I. 1826 — 28. IV. 1889: (Творческий путь) / Тарту гос. ун-т. – Тарту, 1973. – Изд. 2-е, доп. – 149 с.
8. Н. Г. Чернышевский, 12. VII. 1828 — 17. X. 1889: (Эстетическое, историко-литературное, литературно-критическое наследие. Чернышевский-беллетрист) / Тарту гос. ун-т. – Тарту, 1973. – 127 с.
9. «Из истории русской, советской и постсоветской цензуры». Курс лекций. Интернет-публикация.
10. Цензура литературная // Три века Санкт-Петербурга : энциклопедия : в 3 т. Т. 2 : Девятнадцатый век. Кн. 7 : У - Ч. - СПб.: Фак. филологии и искусств С.-Петерб. гос. ун-та, 2009. - С. 660-667.
11. Цензура в дореволюционной, советской и постсоветской России. В 2-х томах. — Т. 1: Цензура в дореволюционной России. — Вып. 1: Допетровская Россия — первая треть XIX в. / Под ред. Г. Г. Суперфина. Пред. И. А. Пильщикова и В. С. Парсамова. – М.: «Пробел-2000», 2015. – 232 с.
12. Цензура в дореволюционной, советской и постсоветской России. В 2-х томах. — Т. 1: Цензура в дореволюционной России. — Вып. 2: Конец 1820-х гг. – 1855 г. / Науч. ред. Л. Е. Смирнова. – Интернет-издание. – 2023. – 112 с.
13. Цензура в дореволюционной, советской и постсоветской России. В 2-х томах. — Т. 1: Цензура в дореволюционной России. — Вып. 3: 1855 - 1917 гг. / науч. ред. Е. С. Сонина, библиогр. ред. Н.В.Градобоева; пред. И. А. Пильщикова и В. С. Парсамова. — М.: «Пробел-2000», 2017. — 305 с.